# Dieter Orendorz
Dieter Orendorz (* 1. August 1992 in Iserlohn) ist ein deutscher Eishockeyspieler, der seit August 2025 beim ESV Buchloe aus der viertklassigen Eishockey-Bayernliga unter Vertrag steht und dort auf der Position des Verteidigers spielt. Zuvor absolvierte Orendorz unter anderem über 430 Spiele für die Iserlohn Roosters in der Deutschen Eishockey Liga (DEL). Sein jüngerer Bruder Kevin und seine Ehefrau Rebecca sind ebenfalls Eishockeyspieler.

## Karriere

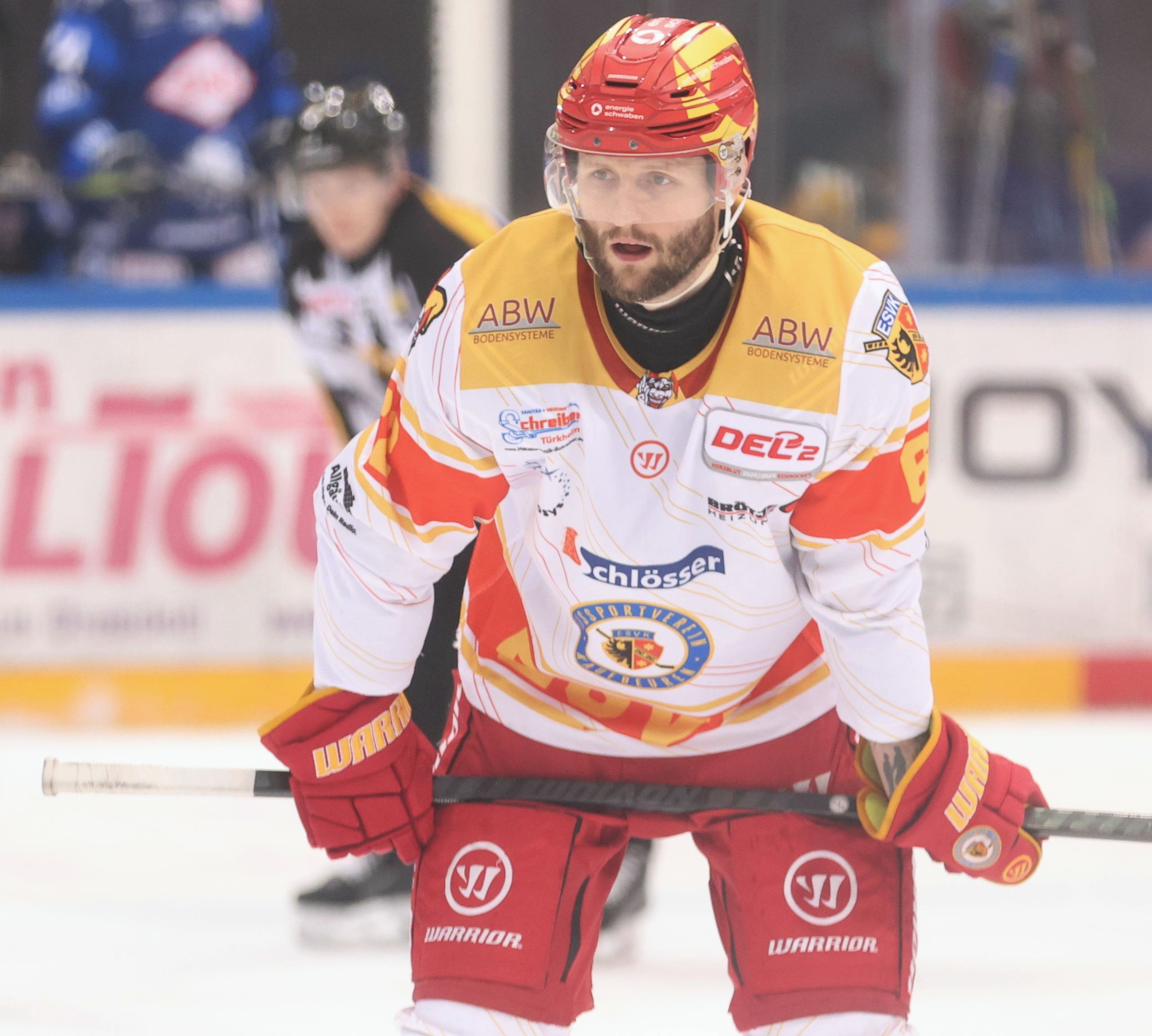
Orendorz im Trikot des ESV Kaufbeuren (2024)

Dieter Orendorz begann als Achtjähriger mit dem Eishockeyspielen in seiner Heimatstadt Iserlohn in der Nachwuchsabteilung des Iserlohner EC. Von 2001 bis 2002 spielte er in Kleinschüler NRW-Liga und von 2002 bis 2004 in der Knaben NRW-Liga. Als Zwölfjähriger absolvierte er in der Saison 2004/05 seine ersten Spiele in der Schüler-Bundesliga. In seinem zweiten Jahr wurde er punktbester Verteidiger seiner Mannschaft. Im Spieljahr 2006/07 bestritt der Abwehrspieler zwei Partien für das Jugendteam, verbrachte aber noch den Großteil der Saison in der Altersklasse der Schüler. In der Spielzeit 2007/08 konnte er mit dem Jugendteam die Deutsche Jugendmeisterschaft gewinnen, was zugleich den Aufstieg in Deutsche Nachwuchsliga (DNL) bedeutete. In dieser gehörte der Iserlohner EC zu den Teams im Tabellenkeller und stieg am Saisonende sportlich ab. Nur aufgrund des Aufstiegverzichts des EV Füssen konnte die Klasse gehalten werden.
In der Saison 2009/10 stand Orendorz als siebter Verteidiger erstmals im DEL-Kader der Iserlohn Roosters, bei denen er auch die Vorbereitung absolvierte. Weiterhin spielte er auch für den Iserlohner EC in der DNL. Sein DEL-Debüt gab Orendorz am 11. September 2009 im Heimspiel gegen die DEG Metro Stars. Mit 17 Jahren und 41 Tagen wurde er zum jüngsten eingesetzten Roosters-Spieler aller Zeiten. Mit der DNL-Mannschaft erreichte Orendorz wie im Vorjahr nur den letzten Platz. Am 18. Juni 2010 unterzeichnete er seinen ersten Profivertrag, der bis 2013 gültig war. In der Saison 2010/11 stand er einmal im DEL-Kader der Roosters. Zusätzlich zählte er mit einer Förderlizenz zur Mannschaft des Oberligisten Lippe-Hockey-Hamm. Geplant war seine Teilnahme am Training beider Teams, wobei Orendorz hauptsächlich für Hamm Spiele absolvieren sollte.  Am 13. Januar 2011 wechselte Orendorz per Förderlizenz zum Eishockey-Oberligisten EHC Dortmund. Für Dortmund spielte er auch den Großteil der folgenden Saison und lief dreimal in der DEL auf. In der Saison 2012/13 absolvierte er seine erste vollständige DEL-Spielzeit für die Iserlohn Roosters und bildete oft ein Verteidigerpaar mit Collin Danielsmeier. Anschließend verlängerte Orendorz seinen Vertrag um drei Jahre bis 2016. In den folgenden Jahren etablierte er sich als Stammspieler bei den Roosters. Von 2013 bis 2016 spielte Orendorz meistens mit Colten Teubert zusammen und konnte mit seinem Team dreimal in Folge die Playoffs erreichen.
Nach insgesamt 434 DEL-Spielen für die Roosters verließ Orendorz im Sommer 2021 seinen Heimatverein und wechselte in die DEL2 zu den Kassel Huskies. Im Mai 2022 wurde er vom Ligakonkurrenten ESV Kaufbeuren verpflichtet, wo er insgesamt drei Jahre aktiv war. Im August 2025 gab der ESV Buchloe aus der viertklassigen Eishockey-Bayernliga die Verpflichtung Orendorz’ bekannt.

### International
Dieter Orendorz zählte zum Kader der deutschen U17-Auswahl bei der World U-17 Hockey Challenge 2009. Dort belegte das deutsche Team den sechsten Platz. Mit der U18-Nationalmannschaft absolvierte der Verteidiger im Juli 2009 einen Vorbereitungslehrgang mit drei Länderspielen gegen die Schweizer U18-Nationalmannschaft. Bei der U20-Junioren-Weltmeisterschaft 2011 gehörte er zum deutschen Kader und bestritt alle sechs Spiele.

## Erfolge und Auszeichnungen
- 2008 Deutscher Jugendmeister und Aufstieg in die DNL mit dem Iserlohner EC

## Karrierestatistik
Stand: Ende der Saison 2024/25

### International
Vertrat Deutschland bei:
- World U-17 Hockey Challenge 2009
- U20-Junioren-Weltmeisterschaft 2011

(Legende zur Spielerstatistik: Sp oder GP = absolvierte Spiele; T oder G = erzielte Tore; V oder A = erzielte Assists; Pkt oder Pts = erzielte Scorerpunkte; SM oder PIM = erhaltene Strafminuten; +/− = Plus/Minus-Bilanz; PP = erzielte Überzahltore; SH = erzielte Unterzahltore; GW = erzielte Siegtore; 1 Play-downs/Relegation; Kursiv: Statistik nicht vollständig)